# Distrito de Pápa
El distrito de Pápa (húngaro: Pápai járás) es un distrito húngaro perteneciente al condado de Veszprém.
En 2013 su población era de 58 935 habitantes. Su capital es Pápa.

## Municipios
El distrito tiene una ciudad (en negrita) y 48 pueblos.
Ciudad
- Pápa

Pueblos
- Adásztevel
- Bakonyjákó
- Bakonykoppány
- Bakonypölöske
- Bakonyság
- Bakonyszentiván
- Bakonyszücs
- Bakonytamási
- Béb
- Békás
- Csót
- Dáka
- Döbrönte
- Egyházaskesző
- Ganna
- Gecse
- Gic
- Homokbödöge
- Kemeneshőgyész
- Kemenesszentpéter
- Kup
- Külsővat
- Lovászpatona
- Magyargencs
- Malomsok
- Marcalgergelyi
- Marcaltő
- Mezőlak
- Mihályháza
- Nagyacsád
- Nagydém
- Nagygyimót
- Nagytevel
- Nemesgörzsöny
- Nemesszalók
- Németbánya
- Nóráp
- Nyárád
- Pápadereske
- Pápakovácsi
- Pápasalamon
- Pápateszér
- Takácsi
- Ugod
- Vanyola
- Várkesző
- Vaszar
- Vinár